# 國民革命軍第一百軍
國民革命軍第一百軍是1938年组建的一个军。至1948年底一直是国民革命军番号最大的军。

## 沿革历史
1938年9月，第75师、第80师在福建合编组建第100军。隶属驻闽绥靖公署。担负福建省海防。
- 军长陈琪
- 第75师：1930年镇嵩军万选才部被收编，改编为张钫的第20路军第75师。抗战爆发后隶属由第20路军改编的第12军团。宋天才任师长
- 第80师：1932年6月孙殿英部和镇嵩军万殿遵部被收编，改编为第2路军第80师。1934年10月，第2军改隶驻闽绥靖公署，驻闽绥靖公署第八十师拨归该军建制。抗战爆发后，第100军军长陈琪继续兼任师长。全师官兵9,342人，各种枪4,391支（挺），迫击炮24门，马272匹。德式装备，为顾祝同所属第三战区装备最完整的部队。1938年王继祥继任师长。1940年9月，该师集结于闽侯西北大、小北岭和甘蔗一带（福清、长乐防务交由第七十五师的1个团接替）。仍属第一〇〇军建制（军部仍驻福州，军属补充第二团驻连江附近，该团以一部驻闽安镇）。

1939年1月，该军隶属第25集团军，新编第20师改隶该军。1941年4月19日，日军从连江登陆，进攻福州。福建省主席兼第25集团军总司令陈仪及守备福州的八十师师长陈琪不战而退，21日福州失守，日军向闽北挺进。国民政府军政部第十三补充兵训练处处长李良荣率补充兵训练第六团1,500人与日军在大湖激战获胜，李良荣被任命为第八十师师长。李在古田县改组整顿该师，使其战斗力大为提高。1941年8月，该军直隶第三战区，由福州调赣东北，第80师6,000余人留福州改隶第七十军（军长陈孔达，军部位于南平夏道），另将第七十军第19师和第三战区直辖独立第33旅改隶属第100军。1941年9月日军从福州地区撤退后，第80师驻守于福州、连江等处。
1945年8月，该军由湖南洞口调至江苏徐州，隶属第一绥靖区。1946年7月13日至15日解放軍苏中七战七捷的首战宣泰战斗，整编第19旅第56团、第57团及旅属山炮营全部歼灭。
1948年11月，在淮海战役中于碾庄被华东野战军歼灭。
1949年2月，在衡阳重建。1949年8月，第197、307师参加长沙起义，后被改编为解放军第214、216师。1949年8月7日，军部率第19师大部、第197师1个团叛逃，被白崇禧编入黄杰第1兵团。衡宝战役中军部和第19师大部被第四野战军歼灭。1949年12月中旬，该军残部在广西战役后入越南。1950年2月，该军残部随第17兵团反攻广西时被歼灭。